# Tokariowka
Tokariowka (ros. Токарёвка) – osiedle typu miejskiego w Rosji, w obwodzie tambowskim, ośrodek administracyjny rejonu tokariowskiego. W 2010 liczyło 6929 mieszkańców.

## Urodzeni
- Nikołaj Mieszczeriakow – radziecki biathlonista.